# 메기스토테리움
메기스토테리움(Megistotherium)은 신생대 마이오세 전기부터 중기까지 지금의 아프리카 지역에서 널리 서식했던 포유류이다. 속명의 뜻은 그리스어 μέγιστον(mégiston), '가장 큰'과 θήριον(thēríon), '짐승'이 합쳐져 만들어진 '가장 큰 짐승'을 뜻한다.

## 발견과 특징

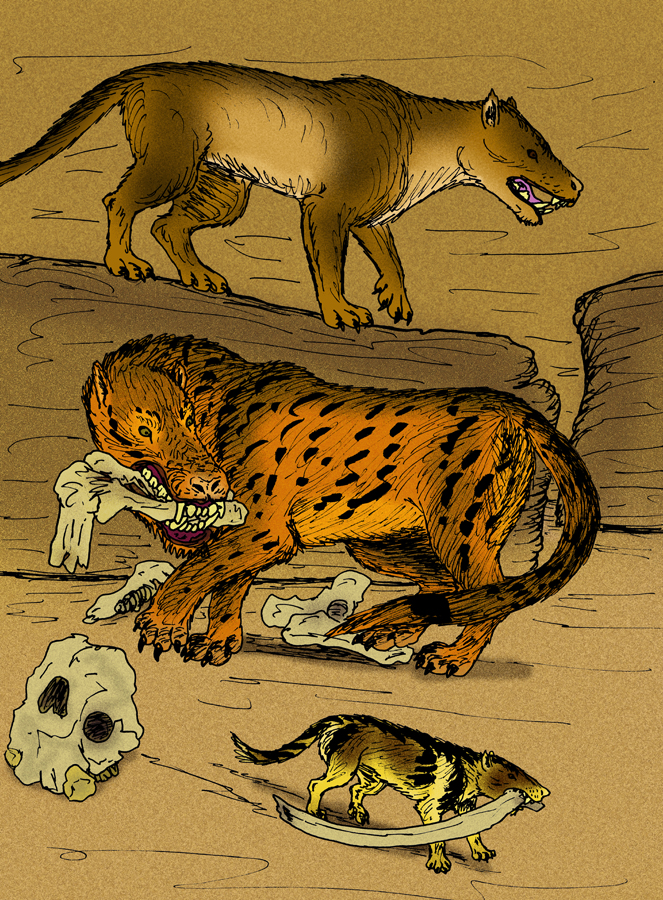
메기스토테리움의 복원도

메기스토테리움의 화석은 리비아에서 최초로 발견되었고, 이후 이집트, 케냐, 우간다, 나미비아 등의 지역에서 발견되었다,몸에 비해 거대한 두개골을 가지고 있었고, 두개골은 최대 66.4 cm (2 ft 2.1 in)이고 체중은 500 kg (1,100 lb)로 추정된다.

## 서식지
메기스토테리움은 현재의 사하라 사막 지역에서 주로 서식했다. 지금과 달리, 메기스토테리움이 생존했던 당시에는 사하라의 대부분 지역이 초원인데다가 강우량도 많았고, 호수와 연못은 대규모 동물 무리들에게 적당량의 물을 공급하여 생물들이 살기 좋은 환경이었기 때문에 무리 없이 살아갈 수 있었다.